# Cylionus kauanus
Cylionus kauanus är en mångfotingart som beskrevs av Chamberlin 1938. Cylionus kauanus ingår i släktet Cylionus och familjen Sphaeriodesmidae. Inga underarter finns listade i Catalogue of Life.